# Ebeltoft
Ebeltoft – miasto w Danii, w regionie Jutlandia Środkowa, w gminie Syddjurs.